# Чемпіонат СРСР з легкої атлетики в приміщенні 1971 — Штовхання ядра (чоловіки)

## Результати

### Фінал
| Місце | Атлет             | Регіон         | Місто/Область | Результат |
| ----- | ----------------- | -------------- | ------------- | --------- |
| 1     | Валерій Войкін    | Ленінград      | Ленінград     | 19,45     |
| 2     | Рімантас Плунге   | Литовська РСР  | Каунас        | 18,10     |
| 3     | Геннадій Нефьодов | РРФСР          | Волгоград     | 17,64     |
| 4     | Мераб Окрошидзе   | Грузинська РСР | Тбілісі       | 16,90     |
| 5     | Дмитро Ходько     | Білоруська РСР | Мінськ        | 16,68     |
| 6     | Віктор Калабін    | Ленінград      | Ленінград     | 16,56     |
| 7     | Євген Миронов     | Ленінград      | Ленінград     | 16,43     |
| 8     | А. Афанасьєв      | УРСР           | Харків        | 16,37     |